# Teatro Nuovo (Neapel)

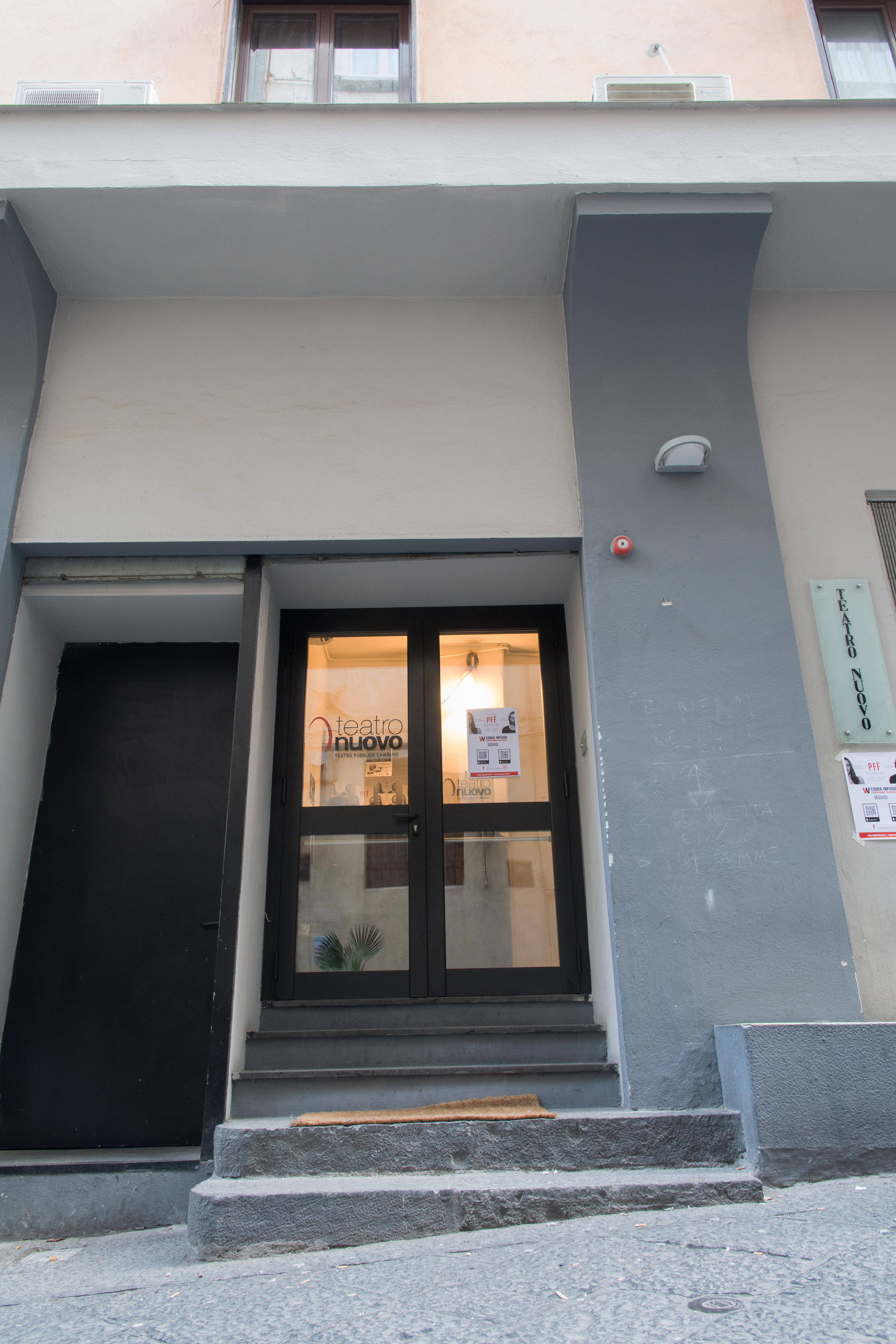
Eingangsbereich Teatro Nuovo

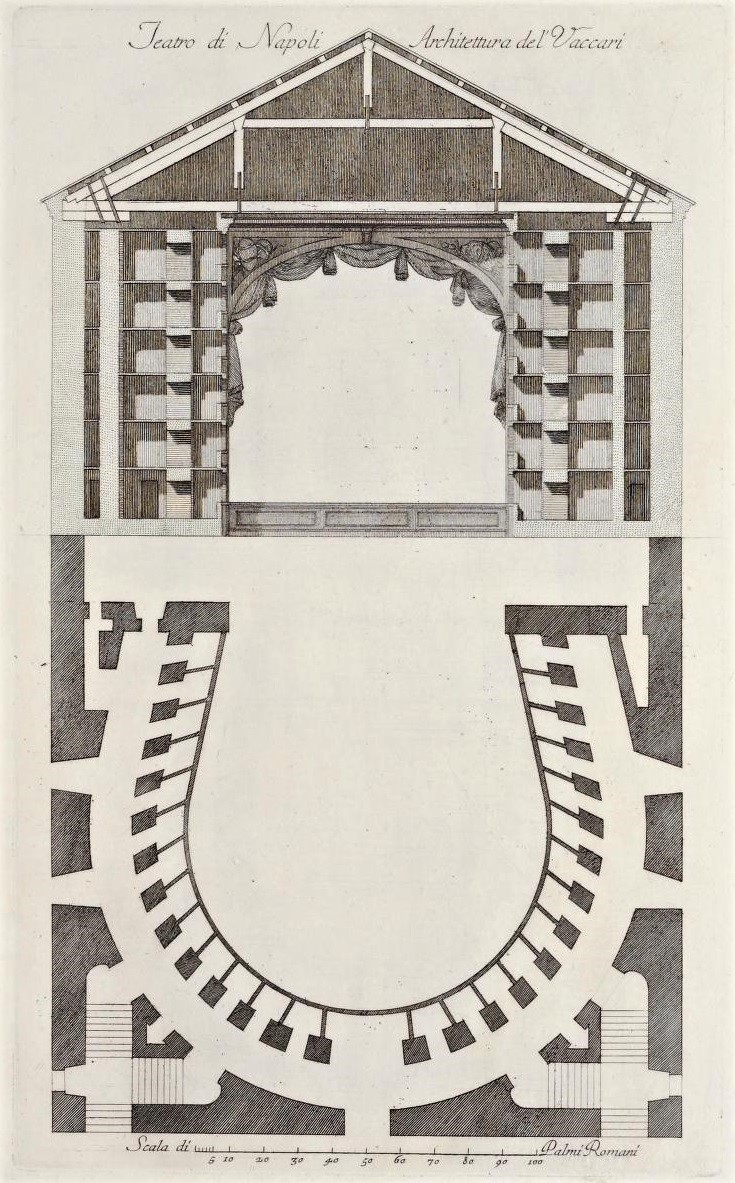
Grund- und Aufriss des Teatro Nuovo

Das Teatro Nuovo (Neues Theater) ist ein Theater in der italienischen Stadt Neapel.

## Geschichte
Das Haus wurde 1723 im Auftrag der Theaterimpresarii Giacinta (oder Giacomo) de Laurentiis und Angela Carasale von dem Architekten Domenico Antonio Vaccaro erbaut. Es befand sich im Herzen des Spanischen Viertels in der Via Montecalvario.
Dem Architekten standen nur sehr begrenzte Räumlichkeiten zur Verfügung, dennoch gelang es ihm, ein Theater für etwa 1000 Besucher zu bauen. Das Theater hatte die klassische Form eines Hufeisens, es war in fünf Ebenen unterteilt und in jeder befanden sich dreizehn Logen.
Die Eröffnung fand am 4. September 1723 mit der Oper La Locinna von Antonio Orefice statt. In dem Haus wurden zunächst primär komische Opern uraufgeführt, darunter die erfolgreichsten Werke der Komponisten Domenico Cimarosa, Niccolò Piccinni, Giovanni Paisiello und anderer.
In der Nacht zum 20. Februar 1861 brannte das Theater vollständig nieder. Es wurde nach den Plänen des Architekten Ulisse Rizzi, der Miteigentümer war, restauriert. 1864 wurde es wieder in Betrieb genommen.
Hier wurden nicht nur Opern aufgeführt, sondern auch Theaterstücke. Viele Werke des italienischen Dramatikers Eduardo De Filippo erlebten hier ihre Uraufführung.

## Uraufführungen

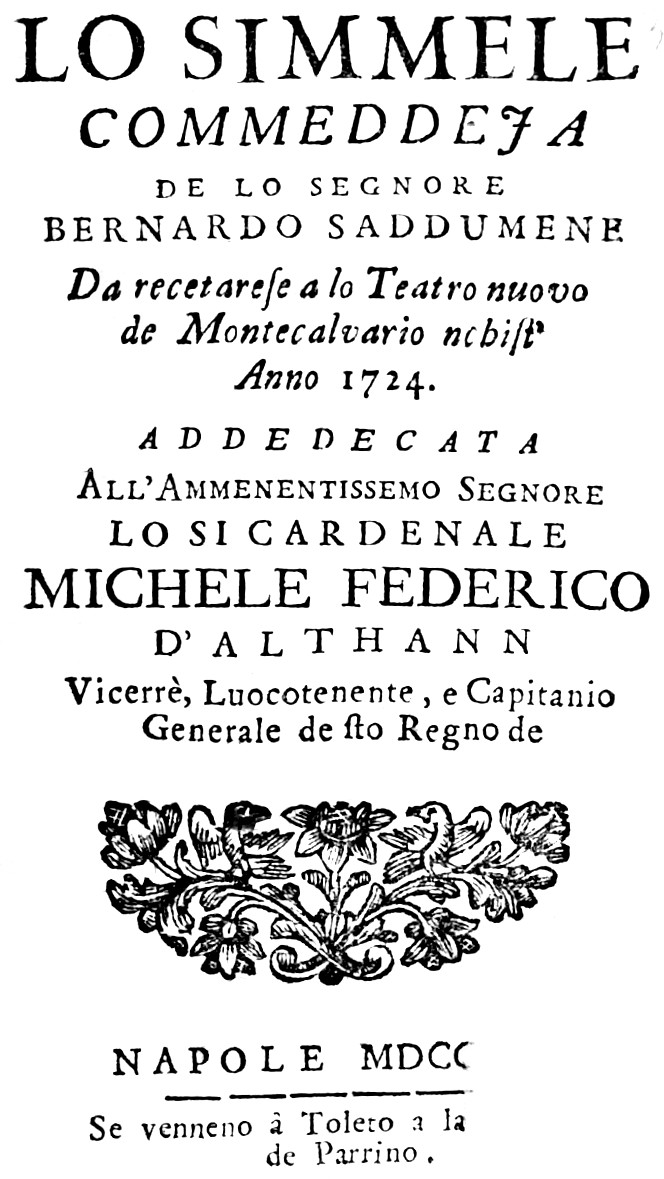
Lo Simmele, Libretto, 1724

### 1723–1739
- Antonio Orefice: La Locinna (1723)
- Antonio Orefice und Leonardo Leo: Lo Simmele (1724)
- Leonardo Vinci: La mogliera fedele (1724)
- Giuseppe Sellitto: Amor d’un’ombra e gelosia d’un’aura (1725)
- Pietro Auletta: Il trionfo d’amore (1725)
- Francesco Corradini: L’Aracolo di Dejana (1725), bezeichnet als „Nuovo triato de Monte Cravaneio“
- Anastasio Orefice: La Mila, o puro chi è lo primmo vence (1726)
- Leonardo Leo: L’Orismene, overo dagli sdegni gli amori (1726)
- Angelo Antonio Troiano: Lo corzaro (1726)
- Nicola Altamura: Chi si ntrica resta ntricato (1726)
- Giuseppe de Majo: La milorda (1728)
- Leonardo Leo: La pastorella commattuta (1728)
- Costantino Roberti: Lo conte di Scrignano (1729)
- Michele Caballone: Li dispiette amoruse (1731)
- Antonio Orefice: La vecchia trammera (1732)
- Giuseppe Montuoli: La forza d’ammore (1732)
- Giuseppe Ventura: Prìzeta correvata (1732)
- Leonardo Leo: Amore mette sinno o Amore dà senno (1733)
- Giovanni Battista Pergolesi: Il Flaminio (Herbst 1735)
- Michele Caballone: Il Filippo (1735)
- Nicola Pisano: La Climene (1738)
- anonym: La rosa (1738)
- Carlo Cerere: Lo secretista (1738)
- Matteo Capranica: L’amante impazzito (1738)
- Leonardo Leo: Amor vuole sofferenza (1739)
- Pietro Auletta: Don Chichibio (1739)
- Nicola Antonio Porpora: Il barone di Zampano (1739)

### 1740–1759
- Antonio Palella: L’Origille (1740)
- Leonardo Leo: L’ambizione delusa (1742)
- Giuseppe Sellitto: L’innocenti gelosie (1744)
- Gaetano Latilla: Amare e fingere (1745)
- Geronimo Cordella: La Flavia (1749)
- Nicola Bonifacio Logroscino: Amore figlio del piacere (1751)
- Gregorio Sciroli: Li nnamorate correvate (1752)
- Nicola Bonifacio Logroscino: Lo finto perziano (1752)
- Nicola Bonifacio Logroscino: L’Elmira generosa (1753)
- Nicola Bonifacio Logroscino: Le chiaiese cantarine (1754)
- Nicola Bonifacio Logroscino: La finta ’mbreana (1756)
- Nicola Bonifacio Logroscino und Tommaso Traetta: I disturbi (1756)
- Gaspare Gabellone/Caballone: La sposa bizzarra (1757)
- Niccolò Piccinni: L’amante ridicolo (1757), Intermezzo

### 1760–1779
- Pietro Carlo Guglielmi: L’Ottavio (1760)
- anonym: Lo marito disperato (1761)
- Gregorio Sciroli: Lo sagliemmanco (1762)
- Pasquale Anfossi: Lo sposo di tre e marito di nessuna (1763)
- Giacomo Insanguine: Le viaggiactrici di bell’umore (1763)
- Niccolò Piccinni: La finta ciarlatana (1763)
- Gaspare Gabellone/Caballone: La giocatrice bizzarra (1764)
- Giacomo Tritto: Fedeltà in amore (1764)
- Pasquale Anfossi: Il finto medico (1764)
- Giacomo Insanguine: La vedova capricciosa (1765)
- Giovanni Paisiello: La vedova di bel genio (1766)
- Niccolò Piccinni: La Molinarella (1766)
- Giovanni Paisiello: L’idolo cinese (1767)
- Giovanni Paisiello: Il furbo malaccorto (1767)
- Pasquale Anfossi: I matrimoni per dispetto (1767)
- Giovanni Paisiello: La luna abitata (1768)
- Niccolò Piccinni: La locandiera di spirito (1768)
- Giovanni Paisiello: L’arabo cortese (1769)
- Giacomo Insanguine: La finta semplice ossia il tutore burlato (1769)
- Giovanni Paisiello: La Zelmira o sia la marina del Granatello (1770)
- Giovanni Paisiello: Le trame per amore (1770)
- Giovanni Paisiello: La somiglianza de’ nomi (1771)
- Giovanni Paisiello: I scherzi d’amore e di fortuna (1771)
- Giovanni Paisiello: La Dardanè (1772)
- Giovanni Paisiello: Gli amanti comici (1772)
- Giovanni Paisiello: Il tamburo (1773)
- Domenico Cimarosa: La finta parigina (1773)
- Giovanni Paisiello: Il duello (1774)
- Giovanni Paisiello: Il credulo deluso (1774)
- Antonio Pio: Don Taddeo in Barcellona (1774)
- Giovanni Paisiello: Le astuzie amorose (1775)
- Giovanni Paisiello: Il Socrate immaginario (1775)
- Domenico Cimarosa: La donna di tutti i caratteri (1775)
- Giovanni Paisiello: Dal finto al vero (1776)
- Domenico Cimarosa: I matrimoni in ballo (1786), bearbeitet als La baronessa stramba (1776 im selben Theater)
- Domenico Cimarosa: I sdegni per amore (1776)
- Domenico Cimarosa: La frascatana nobile o la finta frascatana (1776)
- Gaetano Monti: Il cicisbeo discacciato (1777)
- Gaetano Monti: La fuga (1777)
- Angelo Tarchi: I viluppi amorosi (1778)
- Antonio Amicone: I commedianti fortunati (1779)
- Gaetano Latilla: I sposi incogniti (1779)

### 1780–1799
- Giacomo Tritto: Il principe riconosciuto e la Marinella (1780)
- Angelo Tarchi: Il re alla caccia (1780)
- Giacomo Tritto: La Bellinda (1781)
- Giacomo Tritto: La francese di spirito (1781)
- Gaetano Monti: Le donne vendicate (1781)
- Gaetano Monti: Il molaforbice (1781)
- Giacomo Tritto: Don Procopio in corte del Pretejanni (1782)
- Giacomo Tritto: La scuola degli amanti (1783)
- Pietro Alessandro Guglielmi: La virtuosa di Mergellina (1785)
- Domenico Cimarosa: La donna sempre al suo peggior d’appiglia (1785)
- Francesco Antonio de Blasis: Il geloso ravveduto o sia i pazzi (1785)
- Domenico Cimarosa: Il credulo (1786)
- Domenico Cimarosa: L’impresario in angustie (1786), bearbeitet von Johann Wolfgang von Goethe als Die theatralischen Abenteuer (Weimar 1791)
- Domenico Cimarosa: Le trame deluse (1786)
- Vincenzo Fabrizi: Gli amanti trappolieri (1787)
- Giuseppe Giordani: Il corrivo (1787)
- Pietro Carlo Guglielmi: Lo scoprimento inaspettato (1787)
- Francescantonio Speranza: I sposi in rissa (1788)
- Giacomo Tritto: Il cartesiano fastastico (1790)
- Gaetano Marinelli: La bizzarra contadina (1790)
- Marcello Bernardini: Gl’incontri stravaganti (1790)
- Francesco Antonio de Blasis: L’isola di Bellamarina (1791)
- Marcello Bernardini: L’allegria della campagna (1791)
- Pietro Alessandro Guglielmi: Amor tra le vendemmie (1792)
- Domenico Cimarosa: I traci amanti (1793)
- Giacomo Tritto: Le nozze in garbuglio (1793)
- Giacomo Tritto: Gli amanti in puntiglio (1794)
- Valentino Fioravanti: L’amore immaginario (1794)
- Giuseppe Farinelli: L’uomo indolente (1795)
- Luigi Mosca: L’impresario burlato (1797)
- Giuseppe Mosca: Il folletto (1797)
- Pietro Carlo Guglielmi: L’inganno per amore (1797)
- Gaspare Spontini: L’eroismo ridicolo (1798)
- Gaspare Spontini: La finta filosofa (1799)
- Giuseppe Elia: Il viaggiatore ridicolo (1799)

### 1800–1819
- Valentino Fioravanti: L’avaro (1800)
- Luigi Mosca: Li sposi in cimento (1800)
- Luigi Mosca: Le stravaganze d’amore (1800)
- Gaspare Spontini: La fuga in maschera (1800)
- Pietro Casella: L’innocenza conosciuta (1801)
- Valentino Fioravanti: Il villano in angustie (1801)
- Cesare Jannoni/Giannoni: Il fortunato accidente (1801)
- Francesco Federici: Il trionfo della religione (1802)
- Luigi Mosca: L’impostore (1802)
- Andrea Sartorio: Non ci facciamo i conti senza l’oste (1802)
- Giacomo Tritto: L’omaggio pastorale (1802)
- Giuseppe Elia: La donna di bell’umore (1803)
- Pietro Carlo Guglielmi: La serva bizzarra (1803)
- Domenico Cimarosa und Niccolò Antonio Zingarelli: La riedificazione di Gerusalemme ossia Chabri, e Nehèmia (1804)
- Giuseppe Nicolini: Il geloso sincerato (1804)
- Giuseppe Nicolini: Gli incostanti nemici delle donne (1804)
- Giuseppe Nicolini: Le nozze inaspettate (1805)
- Vittorio Trento: I vecchi delusi ossia la Burla (1805)
- Filippo Grazioli: I furbi burlati (1807)
- Giovanni Battista de Luca: L’inganno del festino (1807)
- Giovanni Battista de Luca: L’appuntamento notturno per burla (1808)
- Giacomo Cordella: L’isola incantata (1809)
- Domenico Cercià: Annella di porta Capuana (1809)
- Valentino Fioravanti: Semplicità e astuzia ossia la serva e ’l parruchiere (1810)
- Giovanni Battista de Luca: Il due Policarpi (1810)
- Giovanni Prota: Amor dal naufragio (1810)
- Marcello Bernardini: La donna bizzarra (1810)
- Pietro Carlo Guglielmi: Le nozze in campagna (1811)
- Valentino Fioravanti: Raoul signore di Crequì (1811)
- Valentino Fioravanti: Le nozze per puntiglio (1811)
- Stefano Pavesi: Il monastero (1811)
- Stefano Pavesi: Il trionfo dell’amore, ovvero Irene e Filandro (1811)
- Pietro Carlo Guglielmi: Le due simili in una (1811)
- Filippo Grazioli: Il raggiratore (1812)
- Valentino Fioravanti: Adelaide maritata (1812)
- Pietro Carlo Guglielmi: Amalia e Carlo ovvero l’arrivo della sposa (1812)
- Valentino Fioravanti: Adelaide maritata (1812)
- Valentino Fioravanti: La foresta di Hermanstadt (1812)
- Silvestro Palma: I vampiri (1812)
- Nicola Vaccai: I solitarj di Scozia (1815)
- Valentino Fioravanti: Paolina e Susetta (1819)

### Ab 1820
- Carlo Conti: La pace desiderata (1820)
- Pietro Raimondi: I minatori scozzesi (1821)
- Pietro Generali: La testa meravigliosa (1821)
- Giuseppe Mosca: La poetessa errante (1822)
- Gaetano Donizetti: La zingara (1822)
- Gaetano Donizetti: Il fortunato inganno (1823)
- Carlo Conti: Il trionfo della giustizia (1823)
- Carlo Conti: Misantropia e pentimento (1823)
- Gaetano Donizetti: Emilia di Liverpool (1824)
- Giacomo Cordella: Il frenetico per amore (1824)
- Valentino Fioravanti: Ogni eccesso è vizioso (1824)
- Luigi Ricci: L’abbate taccarella (1825)
- Carlo Assenzio: L’ombra notturna (1825)
- Pietro Raimondi: Il morto in apparenza (1825)
- Gaetano Donizetti: Otto mesi in due ore bzw. Gli esiliati in Siberia (13. Mai 1827)
- Gaetano Donizetti: Le convenienze teatrali (21. November 1827)
- Nicola Fornasini: Amalia di Reaumur (1828)
- Fortunato Raejntroph: Amore e scompiglio (1834)
- Gaetano Donizetti: Il campanello (1836)
- Gaetano Donizetti: Betly ossia La capanna svizzera (1836)
- Mario Aspa: Allan Mac-Auley (1838)
- Nicola Gabrielli: L’affamato senza denaro (1839)
- Fortunato Raejntroph: Allan Cameron (1839)
- Giovanni Pacini: L’uomo del mistero (1841)
- Giovanni Antonio Speranza: Amore a suon di tamburo (1845)
- Giovanni Moretti: Adelina (1846)
- Valentino Fioravanti: Amore e disinganno (26. Dezember 1847)
- Vincenzo Battista: Esmeralda (1851)
- Giorgio Miceli: Gli amanti sessagenari (1853)
- Vincenzo Battista: Il corsaro della Guadalupa (1853)
- Luigi Luzzi: Veritа e buggie, ossia Martuccia Frontino (1859)
- Giovanni Zoboli: Adina (1866)
- Giovanni Zoboli: Amelia (um 1870)